# Large igneous province

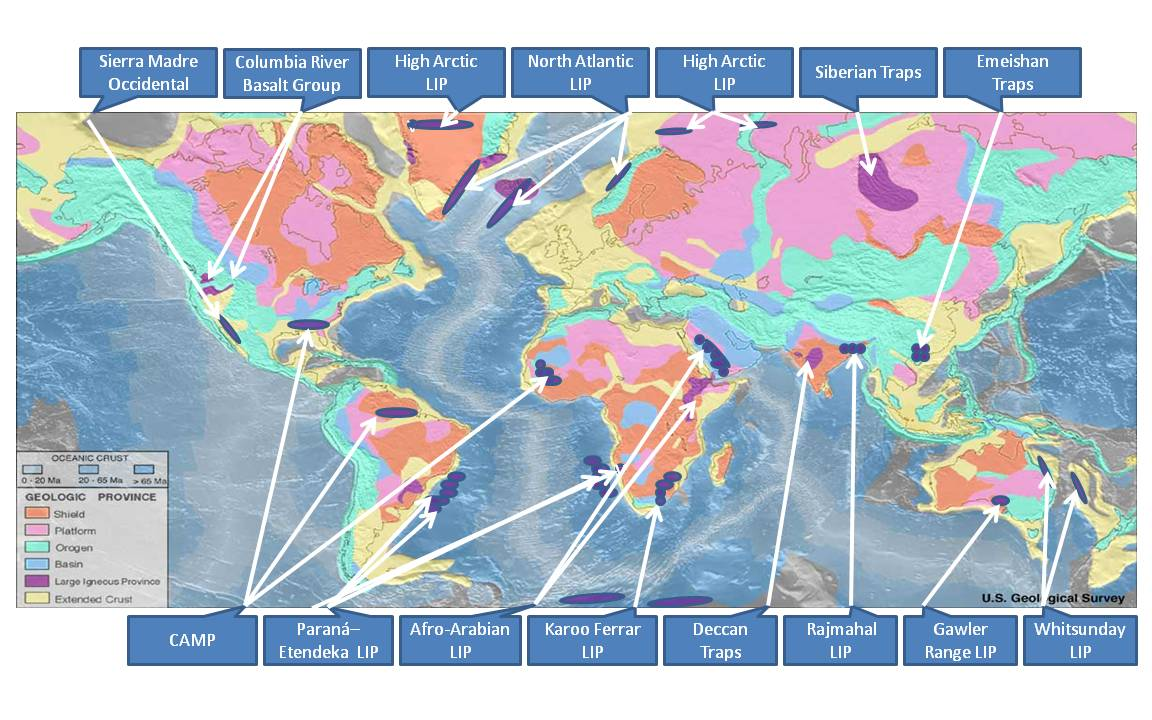
Kaart met erkende continentale large igneous provinces.

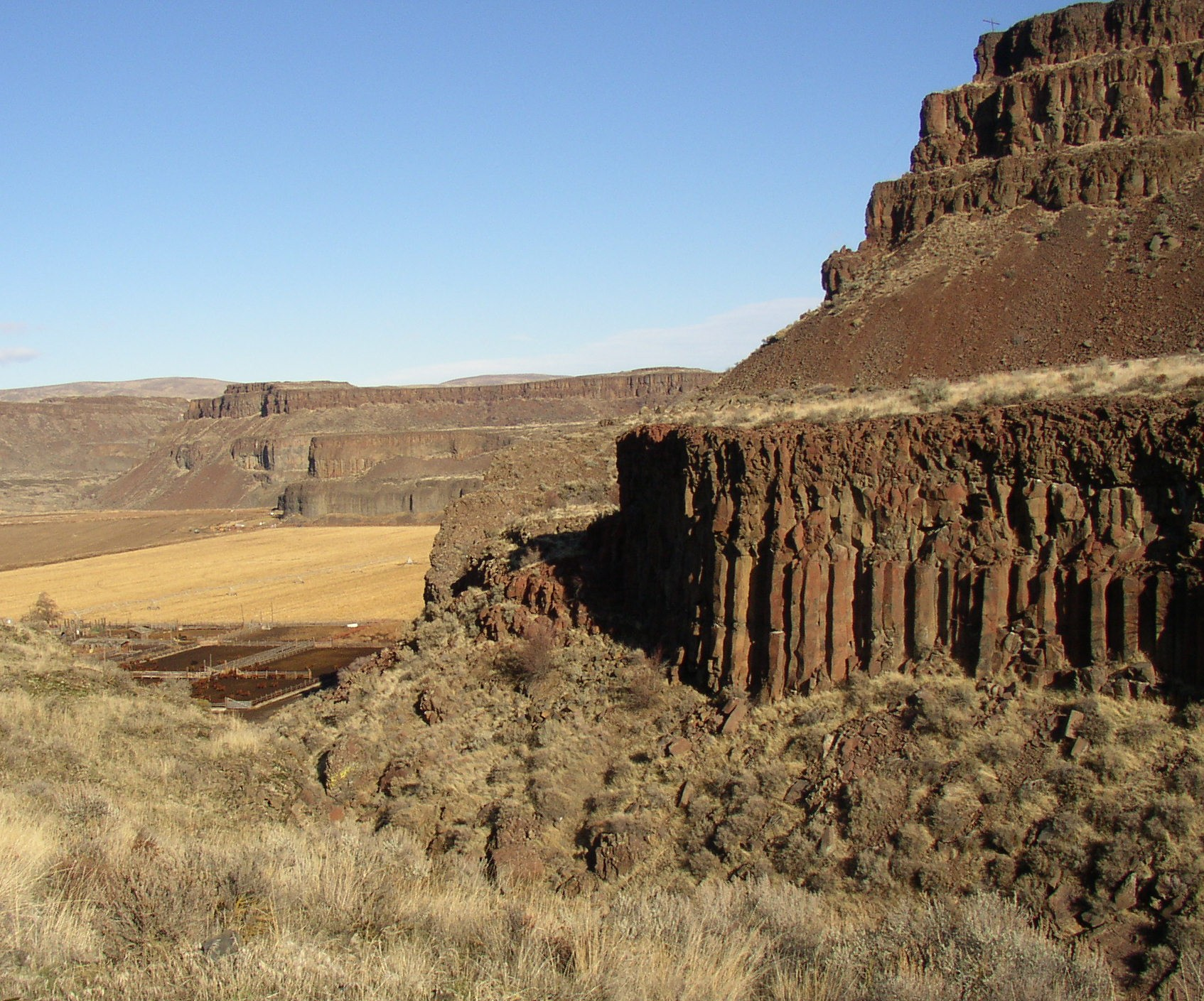
Three Devil's Grade in de Moses Coulee in de Verenigde Staten (Washington) maakt deel uit van de "Columbia River Basalt Group" LIP.

Een large igneous province (ook wel afgekort tot LIP) is in de geologie een vulkanische vlakte ontstaan door de stolling van zeer grote hoeveelheden magma (meestal basalt). 
Large igneous provinces werden oorspronkelijk gedefinieerd door Coffin en Eldholm (1992) als gebieden van het aardoppervlak waar zeer grote hoeveelheden magmatische gesteenten (meestal basalt) uitvloeiden over een zeer korte geologische tijd met tussenpozen van een paar miljoen jaar of minder. Deze LIP's zijn niet gekoppeld aan een normaal tektonisch magmatisme, namelijk ter hoogte van MOR's of eilandbogen (subductie). Het fenomeen LIP omvat basaltvloeden, oceaanvloeren, vulkanische riften en dike swarms (een "zwerm" van dikes onder een vulkanische vlakte, zie Mackenzie dikes). Wanneer LIP's ontstaan nemen zij al snel oppervlaktes van enkele miljoen km² in beslag en volumes kunnen zo gemakkelijk 1 miljoen km³ bedragen.

## Ontstaan
Large igneous provinces zijn vaak gekoppeld aan actieve hotspots door lineaire ketens van vulkanische eilanden of vulkanen, die leiden naar een model waarbij hun ontstaan aansluit bij het fenomeen van mantelpluimen. In deze theorie bestaan mantelpluimen uit een bolvormig hoofd en een dunne staart die heet mantelmateriaal levert aan het hoofd. Wanneer de stijgende pluim de lithosfeer bereikt, spreidt het uit en smelt catastrofaal grote hoeveelheden basaltmagma in 1 tot 2 miljoen jaar. Later vulkanisme is afkomstig van de pluimstaart. De beweging van de lithosfeer over het oppervlak van de Aarde (platentektoniek) veroorzaakt lineaire vulkanische eilandketens als de pluim zich onder de dunne oceaanbodem bevindt. De Hawaïaanse archipel veroorzaakt door een zogeheten hotspot, de pluimstaart dus, is hier het bekendste voorbeeld van. Het effect van de pluim op de basis van de continentale lithosfeer kunnen rifting en het uiteenvallen van een continent veroorzaken, waarbij conjugaat LIP's aan weerszijden van het oceaanbekken (bijvoorbeeld de Parana-Etendeka paar van Zuid-Amerika en Afrika) gevormd worden.

## Relatie met massaextincties
Omdat de vorming van een LIP verscheidene keren samengaat met het een massaextinctie, is verondersteld dat het vulkanische bijproduct van de LIP-vorming een diepgaande en schadelijke werking op het milieu wereldwijd hebben en misschien bijdragen tot deze extinctie-eventes. De belangrijkste voorbeelden zijn de Deccan Traps (K-T-overgang), de Siberische basaltvloed (Perm-Trias massaextincties), de Karoo-Ferrar (Pliensbachien-Toarcien extinctie-event) en het Midden-Atlantische LIP (Trias-Jurassic massaextinctie).
De vorming van LIP's geeft twee effecten die een achteruitgang van het milieu veroorzaken. Deze veranderende omstandigheden kunnen leiden tot een extinctie-event. Ten eerste, is er de vrijgave van grote hoeveelheden sulfaatgas dat zwavelzuur vormt in de atmosfeer; dit absorbeert de warmte en veroorzaakt aanzienlijke koeling (bv. de Laki-uitbarsting in IJsland in 1783 en de uitbarsting van de Pinatubo in 1991). Ten tweede kan bij oceanische LIP's de hoeveelheid zuurstof in het zeewater verminderen, hetzij door directe oxidatiereacties met metalen in hydrothermale vloeistoffen of veroorzaakt door een toegenomen algengroei dat grote hoeveelheden zuurstof consumeert (Kerr, 2005).

## Voorbeelden van LIP's
Dit zijn goed gedocumenteerde LIP's in het geologisch onderzoek.
- Continentale basaltvloeden
  - Deccan Traps (India)
  - Siberische Trappen (Rusland)
  - Ethiopisch hoogland
  - Columbia River basalt-groep
  - Chilcotin Plateau Basalts (Zuid-Centraal British Columbia, Canada)
  - Paraná en Etendeka Trappen (Brazilië - Angola/Namibië)
  - Hoogland van Brazilië
  - Río de la Plata kraton (Uruguay)
  - Karoo-Ferrar (Zuid-Afrika - Antarctica)
  - Emeishan Traps (West-China)

- Oceanische plateaus
  - Caribisch gebied
  - Kerguelenplateau (Indische Oceaan)
  - Ontong Java Plateau, Manihiki Plateau en Hikurangi Plateau (zuidwestelijke deel van de Stille Oceaan)
  - Jameson Land

LIP's werden oorspronkelijk gedefinieerd als mafisch. Bovenstaande voorbeelden zijn allemaal voorbeelden van mafische LIP's (zogeheten Large basaltic provinces, LBP's). Daarnaast zijn er nog LIP's waar het stollingsgesteente een felsische of andesitische samenstelling heeft. Een voorbeeld van een LIP met andesitische samenstelling (LAP) is de North Atlantic Igneous Province gecentreerd rond IJsland, met inbegrip van Groenland, Ierland, Schotland en de Faeröer.

### Riften
- High Arctic Large Igneous Province (inclusief Ellesmere , het eiland Axel Heiberg, de Alpha Ridge, Frans Jozefland en Spitsbergen)
- Noord-Atlantische LIP (inclusief basalten in Groenland, IJsland, Ierland, Schotland, Faeröer)
- Midden-Atlantische magmatische vlakte (oosten van de Verenigde Staten en Canada, het noorden van Zuid-Amerika, Noordwest-Afrika)

### Dike Swarms
- MacKenzie Dike Swarm, Coppermine basalts (Canada, Precambrium)